# Eoux
Eoux (Okzitanisch: Èus) ist eine französische Gemeinde mit 131 Einwohnern (Stand: 1. Januar 2022) im Département Haute-Garonne in der Region Okzitanien; sie gehört zum Arrondissement Saint-Gaudens und zum Gemeindeverband Cœur et Coteaux du Comminges. Die Einwohner werden Eouxiens genannt.

## Geografie
Die Gemeinde Eoux liegt am Nordostrand des Plateaus von Lannemezan in der historischen Provinz Comminges, etwa 27 Kilometer nordöstlich von Saint-Gaudens und etwa 50 Kilometer südwestlich von Toulouse. Durch das 9,17 km² umfassende Gemeindegebiet fließt die Nère, ein Nebenfluss der Louge im Einzugsgebiet der Garonne. Bis auf kleine Auwaldreste wird das Bild der Gemeinde von großen Acker- und Wiesenflächen geprägt. Zur Gemeinde gehören die Weiler Payroux, Les Carretères, Le Pioc, Guillanat, La Hillette, Couterou, Belbèze, La Houillère, Adoue, Les Mounges, Le Brouca, Doussine, Caritou, Percuray, Moudran, Armagnac, Le Moy, Le Moulin Daucède, Les Horguès, Lacroix, Les Cassagnès, Joiniquet und Le Pirou. Umgeben wird Eoux von den Nachbargemeinden Fabas im Norden, Peyrissas im Osten, Benque im Südosten, Boussan im Süden sowie Saint-André im Westen.

## Bevölkerungsentwicklung
| Jahr      | 1962 | 1968 | 1975 | 1982 | 1990 | 1999 | 2006 | 2014 | 2021 |
| Einwohner | 188  | 185  | 156  | 154  | 130  | 121  | 114  | 117  | 132  |

Im Jahr 1856 wurde mit 532 Bewohnern die bisher höchste Einwohnerzahl ermittelt. Die Zahlen basieren auf den Daten von cassini.ehess und INSEE.

## Sehenswürdigkeiten
- Kirche Saint-Germier, Monument historique seit 1974[3]
- Schloss

## Wirtschaft und Infrastruktur
In Eoux sind 21 Landwirtschaftsbetriebe ansässig (Getreideanbau, Milchviehhaltung).
Eoux liegt abseits der überregional wichtigen Verkehrswege. 20 Kilometer südwestlich der Gemeinde verläuft die Autoroute A64. Der Bahnhof der 20 Kilometer entfernten Kleinstadt Cazères liegt an der Bahnstrecke Toulouse–Bayonne. 

## Belege
1. ↑  Eoux auf cassini.ehess
2. ↑  Eoux auf INSEE
3. ↑  Kirche Saint-Germier in der Base Mérimée des französischen Kulturministeriums (französisch)
4. ↑  Landwirtschaftsbetriebe auf annuaire-mairie.fr